# Maiale Capra Banana Grillo
Maiale Capra Banana Grillo (Pig Goat Banana Cricket) è un cartone animato statunitense creato da Dave Cooper e Johnny Ryan. È basato sui fumetti per Nickelodeon.
Il titolo della serie originariamente doveva essere Pig Goat Banana Mantis (Maiale Capra Banana Mantide), ma Nickelodeon lo fece cambiare per via dell'omonimia al personaggio di Mantide, proveniente da un'altra serie in onda sulla stessa rete, Kung Fu Panda - Mitiche avventure.

## Episodi
| Stagione         | Episodi | Prima TV USA | Prima TV Italia |
| ---------------- | ------- | ------------ | --------------- |
| Prima stagione   | 26      | 2015-2016    | 2016-2017       |
| Seconda stagione | 14      | 2016-2018    | ?               |

## Personaggi e doppiatori

### Personaggi principali
- Maiale, voce originale di Matt L. Jones, italiana di Alessandro Germano.[2]

Un goffo suino che va matto per i cetrioli.
- Capra, voce originale di Candi Milo, italiana di Chiara Francese.[2]

Una capra che vuole diventare famosa. È l'unica femmina del gruppo. Ha un evidente problema di rabbia.
- Banana, voce originale di Thomas F. Wilson, italiana di Luca Ghignone.[2]

Una banana appassionata di videogiochi.
- Grillo, voce originale di Paul Rugg, italiana di Paolo Carenzo.[2]

È uno scienziato grillo. Innamorato di Capra, Il suo aspetto era quello di un robot, poi modificato in una mantide ed infine modificato nel grillo che conosciamo adesso.

### Personaggi ricorrenti
- Presidente del Pianeta, voce originale di James Adomian, italiana di Walter Rivetti.